# V
 Тази статия е за латинската буква.  За химичния елемент вижте Ванадий.  
Съгласната буква V е двадесет и втората буква от латинската азбука. Среща се в много от азбуките, използващи латиницата и има звучна стойност /v/. На кирилица буквата се предава с в.